# Tooloom National Park
Tooloom National Park är en park i Australien. Den ligger i delstaten New South Wales, i den sydöstra delen av landet, omkring 610 kilometer norr om delstatshuvudstaden Sydney. Arean är 44 kvadratkilometer.
Trakten runt Tooloom National Park är nära nog obefolkad, med mindre än två invånare per kvadratkilometer.. Närmaste större samhälle är Killarney, omkring 19 kilometer nordväst om Tooloom National Park. 
I omgivningarna runt Tooloom National Park växer i huvudsak städsegrön lövskog. Genomsnittlig årsnederbörd är 1 168 millimeter. Den regnigaste månaden är januari, med i genomsnitt 235 mm nederbörd, och den torraste är september, med 32 mm nederbörd.